# Litke (cráter)

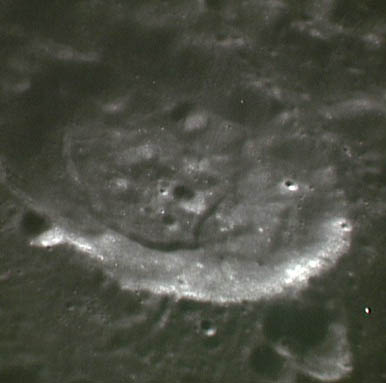
Fotografía de la misión Apolo 15

Litke es un cráter de impacto lunar que se encuentra dentro de la gran llanura amurallada del cráter Fermi, cerca del sector norte-noroeste de su borde interior. A menos de un diámetro al oeste-noroeste se halla el cráter Delporte, ligeramente más grande. Litke se encuentra en la cara oculta de la Luna y no se puede ver directamente desde la Tierra.
|  |  |

El borde de Litke es circular al este y al sur, pero en sus lados norte y oeste aparece ligeramente deformado hacia su interior. El borde oeste es irregular, interrumpido por un par de hendiduras gastadas. En el lado norte, los depósitos procedentes de desprendimientos del brocal se acumulan en la base de la pared interior. Un pequeño cráter marca el borde meridional y otro pequeño impacto se halla junto al lado este en el exterior. El suelo interior de Litke presenta una cresta de baja altura que es casi concéntrica con los lados este y sur del brocal. También es reseñable otro pequeño cráter ubicado en el suelo interior, justo al este del punto medio.